# Амерички лос
Амерички лос (Alces americanus) је врста сисара из реда папкара (Artiodactyla). 

## Распрострањење
Ареал врсте покрива средњи број држава, са покривеним подручјем у северном делу источне Азије и северном делу Северне Америке. 
Врста има станиште у Монголији, Канади, Русији, Кини и Сједињеним Америчким Државама.

## Станиште
Станишта врсте су шуме, мочварна подручја и језера и језерски екосистеми. 
Врста Alces americanus је присутна на подручју Великих језера у Северној Америци. 

## Угроженост
Ова врста је наведена као последња брига, јер има широко распрострањење и честа је врста.